# Брокман, Германус
Германус Герардус Брокман (нидерл. Hermanus Gerardus Brockmann; 14 июня 1871, Амстердам — 18 января 1936, Гаага) — нидерландский гребец, чемпион и призёр летних Олимпийских игр 1900.
На Играх Брокман был рулевым, а не настоящим гребцом, однако медали, выигранные его командой также приписываются ему. Брокман был рулевым у пары Франсуа Брандта и Релофа Кляйна, которая выиграла золотую медаль. Затем он был рулевым у четвёрки, занявшей второе место в одном из финалов, и у восьмёрке, занявшей третье место.